# Jardim do Seridó
Jardim do Seridó là một đô thị thuộc bang Rio Grande do Norte, Brasil. Đô thị này có diện tích 368,643 km², dân số năm 2007 là 12190 người, mật độ 33,1 người/km².